# Emil Beier
Emil Beier (29. listopadu 1893 Vápenná-Polka – 12. května 1985 Fulda) byl německý nacistický politik a starosta Ostravy během okupace v letech 1940–1945.
Narodil se jako syn domkáře. Otec byl stolařský mistr a je pravděpodobné, že stejnému řemeslu vyučil i svého syna. V první světové válce narukoval do rakouské armády. Ačkoliv o sobě tvrdil, že byl několikrát raněn a vyznamenán, zůstal prostým vojínem.
Vznik samostatného Československa přijal podobně jako většina německých obyvatel pohraničí negativně. Od 1. ledna 1919 byl členem Německé nacionálně socialistické dělnické strany (DNSAP), kde se roku 1931 stal krajským vedoucím. V té době patřil mezi nejbližší spolupracovníky Ing. Rudolfa Junga, předsedy strany. Od roku 1923 byl poslancem městského zastupitelstva v Opavě, od roku 1924 členem rady, počátkem třicátých let 20. století se stal místostarostou a roku 1938 starostou.
Až do roku 1938 pracoval jako tajemník svazu obchodních zaměstnanců DHV (Deutscher Handelsangestellten Verband). Dne 1. listopadu 1938 byl přijat do NSDAP. V témže roce se stal příslušníkem SS, a to jako člen jejich policejní bezpečnostní složky SD (Sicherheitsdienst) v hodnosti poručíka (sturmführer). Později byl povýšen na majora (sturmbannführer).
V roce 1940 nahradil v čele ostravské radnice Dr. Josefa Hinnera sesazeného pro přílišnou shovívavost k českým úředníkům. Do funkce vládního komisaře Moravské Ostravy byl slavnostně uveden 22. dubna 1940. Zatímco německým občanům věnoval srdečný pozdrav, Čechům pouze chladně doporučil pochodovat společně v jedné řadě. Jeho nástupem skončila éra relativně smířlivého přístupu charakteristická pro jeho předchůdce.
Důležitým krokem, který realizoval, bylo prohlášení Moravské Ostravy za statutární město dne 1. července 1941. K Ostravě zároveň připojil dvanáct okolních moravských a slezských obcí. To, co v konceptu Velké Ostravy nedokázal Jan Prokeš demokraticky, uskutečnil Emil Beier silou. Ačkoliv sjednocení ostravských obcí do jednoho města bylo bezesporu pozitivním krokem vzhledem k lepšímu plánování dalšího rozvoje Ostravy, umožnilo Beierovi zároveň zrušit česká zastupitelstva těchto obcí a převzít nad nimi úplnou kontrolu. O rok později, 7. července 1942, jej jmenoval zemský viceprezident dr. Schwabe vrchním starostou Moravské Ostravy.
V předvečer svého slavnostního jmenování se Emil Beier pochlubil novinám svými počiny. Vyzdvihl úspěchy v oblasti německého školství. Připsal si zásluhy za přesun německého divadla zpět do budovy na dnešním Smetanově náměstí i za založení Archivu pro dějiny hornictví a průmyslu v Ostravském kraji. Prezentoval také reorganizaci městského archivu, který pracoval v duchu nacistické ideologie a jehož hlavním posláním bylo dokazovat starou německou minulost města a regionu. O Ostravě napsal Beier také knihu „Mährisch Ostrau“, vydanou SS roku 1942 v Praze.
Až do konce roku 1943 se Beierovi dařilo realizovat relativně úspěšnou komunální politiku. Městská nemocnice získala moderní rentgenové oddělení. Městská jatka a vodárny byly modernizovány. Postaveno bylo více než 2000 bytových jednotek. Došlo také ke zkvalitnění kanalizační a silniční sítě. Z Vítkovic do Kunčic byl 10. října 1942 slavnostně otevřen nový most. Díky rozšíření tramvajové sítě o prodlouženou trať do Bělského lesa a získaní drah ze Svinova do Kyjovic a z Ostravy do Bohumína se zvýšila mobilita dělnictva. Právě při převzetí výše zmíněných drah vyjádřil starosta názor, že všechny dopravní linky v Ostravě a okolí by měl sjednotit a spravovat jeden městský dopravní podnik.
Ačkoliv Beier snil o baště Německa na východě, sen o německém velkoměstě se začínal ztrácet spolu s úspěchy německých vojsk na všech frontách. Úsporná opatření postihla veškeré investiční akce. Velké škody napáchal také nálet spojeneckých vojsk v roce 1944.
Když se na jaře 1945 blížila Rudá armáda, Emil Beier uprchl s celou svojí rodinou. Nové slovo tehdy napsalo, že tak učinil 30. dubna 1945 ve čtyři hodiny ráno a na cestu si přibral i 45 milionů korun z obecní pokladny. Po osvobození Ostravy byl ve funkci nahrazen Josefem Lampou.
Beierovi se dostali do Německa, kde žili nejprve ve Wiesbadenu a poté ve Fuldě, kde také bývalý starosta zemřel ve věku 91 let.